# Oleszenka (obwód kurski)
Oleszenka (ros. Олешенка) – chutor w zachodniej Rosji, w sielsowiecie starobielickim rejonu konyszowskiego w obwodzie kurskim.

## Geografia
Miejscowość położona jest w dorzeczu Bieliczki (lewy dopływ Swapy), 1,5 km od centrum administracyjnego sielsowietu (Staraja Bielica), 20 km na północny zachód od centrum administracyjnego rejonu (Konyszowka), 75 km na północny zachód od Kurska.
W chutorze znajdują się 44 posesje.
Klimat
Miejscowość, jak i cały rejon, znajduje się w strefie klimatu kontynentalnego z łagodnym ciepłym latem i równomiernie rozłożonymi opadami rocznymi (Dfb w klasyfikacji klimatów Köppena).

## Demografia
W 2010 r. chutor zamieszkiwały 52 osoby.